# Cristoforo di Grecia
Cristoforo di Grecia e Danimarca (Πρίγκιπας Χριστόφορος της Ελλάδας και της Δανίας,
Христофо́р Гре́ческий и Да́тский; Pavlovsk, 10 agosto 1888 – Atene, 21 gennaio 1940) fu principe del casato Schleswig-Holstein-Sonderburg-Glücksburg (Grecia), figlio di re, Giorgio I di Grecia e Ol'ga, nata granduchessa di Russia.

## Biografia

### Giovinezza
Cristoforo di Grecia nacque a Pavlovsk, in Russia, da re Giorgio I di Grecia e dalla moglie, la granduchessa Ol'ga Konstantinovna di Russia. Era il più giovane dei loro otto figli, vent'anni più giovane di Costantino, il primogenito, e veniva chiamato Christo in famiglia.
Come i suoi fratelli e sorelle, Cristoforo era poliglotta: parlava greco, inglese, danese, russo, francese ed italiano; tra di loro i principi usavano il greco, con i genitori, invece, l'inglese. Il re e la regina tra di loro parlavano in tedesco.
Quando divenne maggiorenne, Cristoforo entrò nell'esercito greco, benché apparentemente avrebbe preferito di gran lunga studiare pianoforte. In gioventù gli vennero offerti ben quattro troni europei – quelli di Portogallo, di Lituania, di Estonia e di Albania – ma egli declinò tutte le offerte perché non desiderava lo stress dei doveri reali. Il principe Cristoforo, in seguito, commentò i suoi pensieri sulla monarchia e su coloro che vi aspiravano:
Intorno al 1909-1910 si legò alla principessa Alexandra di Fife; la madre di lei, la principessa Luisa, duchessa di Fife, era una figlia di Alessandra di Danimarca (regina consorte del Regno Unito), una delle sorelle maggiori di Giorgio I di Grecia, padre di Cristoforo. Il fidanzamento venne però sciolto quando i genitori ne vennero a conoscenza e non lo approvarono.

### Primo matrimonio
Il 1º gennaio 1920 Cristoforo sposò una ricca vedova americana, None May "Nancy" Stewart Worthington Leeds, a Vevey, in Svizzera. Alla moglie, che era vedova e divorziata, venne concesso il titolo di Sua Altezza Reale Principessa Anastasia di Grecia e Danimarca, e la sua fortuna, ereditata dal secondo marito, un milionario del settore dello stagno, aiutò enormemente la famiglia reale greca durante l'esilio degli anni 1920. Il matrimonio venne celebrato dopo un fidanzamento durato sei anni, durante i quali vennero definiti i dettagli legali dello sposalizio con una donna comune sposata già due volte. Poco dopo il matrimonio le venne diagnosticato un tumore ed in poco tempo ne morì, spirando il 29 agosto 1923, a Londra, senza aver dato alcuna discendenza al marito. Cristoforo aveva comunque già un figliastro, William Bateman Leeds Jr (1902-1971), il quale sposò, nel 1921, la principessa Ksenija Georgievna Romanova; quest'ultima era una nipote di Cristoforo attraverso la sorella maggiore, Maria, moglie del granduca Georgij Michajlovič di Russia.

### Secondo matrimonio

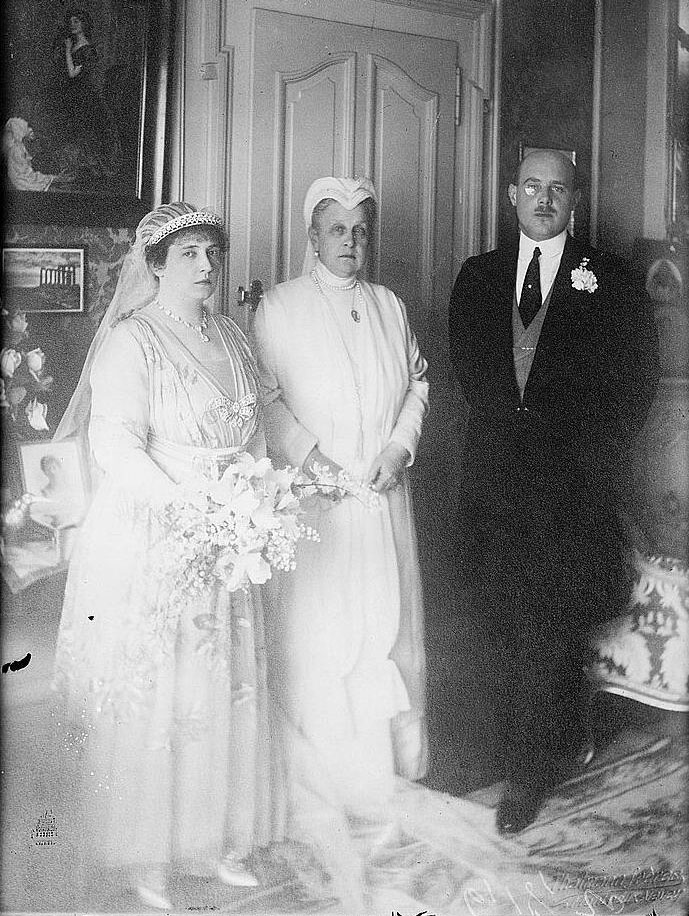
La principessa Aspasia (moglie di Alessandro di Grecia), la regina madre Ol'ga e il principe Cristoforo in una fotografia scattata tra il 1910 ed il 1915

In seguito il principe Cristoforo si risposò; la sua seconda moglie fu la principessa Francesca d'Orléans (25 dicembre 1902 – 25 febbraio 1953). Ella era figlia di Giovanni d'Orléans, duca di Guisa, e di Isabella d'Orléans. Isabella era a sua volta figlia di Filippo, conte di Parigi, e della moglie, nonché prima cugina, Maria Isabella d'Orléans. Cristoforo e Francesca si sposarono a Palermo nel 1929, con cerimonia civile il 10 febbraio e religiosa l'11 febbraio. Con il matrimonio, Isabella di Guisa, principessa d'Orléans, divenne Sua Altezza Reale Principessa Francesca di Grecia e Danimarca; la coppia ebbe un solo figlio, Michele, nato nel 1939, circa un anno prima della morte del padre.

### Morte
Il principe Cristoforo di Grecia morì il 21 gennaio 1940, all'età di cinquantuno anni.

## La vicenda di Anna Anderson
Nel 1927 egli visitò il figliastro, William Bates Leeds Jr, e sua moglie, la principessa Ksenija Georgievna Romanova, nipote di Cristoforo. Ella stava progressivamente interessandosi al caso di Anna Anderson, una donna che pretendeva di essere la granduchessa Anastasija Nikolaevna, la figlia minore dell'ultimo zar, Nicola II di Russia. Questa ragazza venne trovata in un ospedale di Berlino dove era stata ricoverata dopo aver tentato di suicidarsi; la sua storia iniziò quando il resto della sua famiglia venne ucciso, mentre lei fu in grado di fuggire fino a Bucarest assieme al soldato che la aveva aiutata a fuggire dalla cantina di Casa Ipat'ev, ad Ekaterinburg; egli la accompagnò poi a Berlino dove la abbandonò. Come spiegò il principe Cristoforo di Grecia, «Questa era la sua storia, e, fantastica com'era, c'erano tante persone che credevano – ed ancora credono – in lei, tra cui uno o due membri della Famiglia Imperiale». Proseguì dicendo che «Dozzine di persone che avevano conosciuto la granduchessa Anastasia furono portate a vedere la ragazza nella speranza che potessero essere in grado di identificarla, ma nessuno di essi poté pervenire ad alcuna conclusione definitiva». Oltre a questo c'erano poche prove per giustificare le sue affermazioni. Cristoforo ne parlò in questi termini:

## Ascendenza
|                                  |                    |                                | Genitori                                    |  |  | Nonni |  |  | Bisnonni                                                       |  |  | Trisnonni                                            |  |
|                                  |                    |                                |                                             |  |  |       |  |  | Federico Guglielmo di Schleswig-Holstein-Sonderburg-Glücksburg |  |  | Federico Carlo di Schleswig-Holstein-Sonderburg-Beck |  |
|                                  |                    |                                |                                             |  |  |       |  |  | Federico Guglielmo di Schleswig-Holstein-Sonderburg-Glücksburg |  |  | Federico Carlo di Schleswig-Holstein-Sonderburg-Beck |  |
|                                  |                    | Federica di Schlieben          |                                             |  |  |       |  |  | Federico Guglielmo di Schleswig-Holstein-Sonderburg-Glücksburg |  |  |                                                      |  |
| Cristiano IX di Danimarca        |                    |                                |                                             |  |  |       |  |  | Federico Guglielmo di Schleswig-Holstein-Sonderburg-Glücksburg |  |  |                                                      |  |
|                                  |                    | Luisa Carolina d'Assia-Kassel  | Carlo d'Assia-Kassel                        |  |  |       |  |  |                                                                |  |  |                                                      |  |
|                                  |                    | Luisa Carolina d'Assia-Kassel  | Carlo d'Assia-Kassel                        |  |  |       |  |  |                                                                |  |  |                                                      |  |
|                                  |                    | Luisa Carolina d'Assia-Kassel  | Luisa di Danimarca                          |  |  |       |  |  |                                                                |  |  |                                                      |  |
| Giorgio I di Grecia              |                    | Luisa Carolina d'Assia-Kassel  |                                             |  |  |       |  |  |                                                                |  |  |                                                      |  |
|                                  |                    | Guglielmo d'Assia-Kassel       | Federico d'Assia-Kassel                     |  |  |       |  |  |                                                                |  |  |                                                      |  |
|                                  |                    | Guglielmo d'Assia-Kassel       | Federico d'Assia-Kassel                     |  |  |       |  |  |                                                                |  |  |                                                      |  |
|                                  |                    | Guglielmo d'Assia-Kassel       | Carolina di Nassau-Usingen                  |  |  |       |  |  |                                                                |  |  |                                                      |  |
| Luisa d'Assia-Kassel             |                    | Guglielmo d'Assia-Kassel       |                                             |  |  |       |  |  |                                                                |  |  |                                                      |  |
|                                  |                    | Luisa Carlotta di Danimarca    | Cristiano VIII di Danimarca                 |  |  |       |  |  |                                                                |  |  |                                                      |  |
|                                  |                    | Luisa Carlotta di Danimarca    | Cristiano VIII di Danimarca                 |  |  |       |  |  |                                                                |  |  |                                                      |  |
|                                  |                    | Luisa Carlotta di Danimarca    | Carlotta Federica di Meclemburgo-Schwerin   |  |  |       |  |  |                                                                |  |  |                                                      |  |
| Cristoforo di Grecia             |                    | Luisa Carlotta di Danimarca    |                                             |  |  |       |  |  |                                                                |  |  |                                                      |  |
|                                  | Nicola I di Russia | Paolo I di Russia              |                                             |  |  |       |  |  |                                                                |  |  |                                                      |  |
|                                  | Nicola I di Russia | Paolo I di Russia              |                                             |  |  |       |  |  |                                                                |  |  |                                                      |  |
|                                  | Nicola I di Russia | Sofia Dorotea di Württemberg   |                                             |  |  |       |  |  |                                                                |  |  |                                                      |  |
| Konstantin Nikolaevič Romanov    | Nicola I di Russia |                                |                                             |  |  |       |  |  |                                                                |  |  |                                                      |  |
|                                  |                    | Carlotta di Prussia            | Federico Guglielmo III di Prussia           |  |  |       |  |  |                                                                |  |  |                                                      |  |
|                                  |                    | Carlotta di Prussia            | Federico Guglielmo III di Prussia           |  |  |       |  |  |                                                                |  |  |                                                      |  |
|                                  |                    | Carlotta di Prussia            | Luisa di Meclemburgo-Strelitz               |  |  |       |  |  |                                                                |  |  |                                                      |  |
| Ol'ga Konstantinovna Romanova    |                    | Carlotta di Prussia            |                                             |  |  |       |  |  |                                                                |  |  |                                                      |  |
|                                  |                    | Giuseppe di Sassonia-Altenburg | Federico di Sassonia-Hildburghausen         |  |  |       |  |  |                                                                |  |  |                                                      |  |
|                                  |                    | Giuseppe di Sassonia-Altenburg | Federico di Sassonia-Hildburghausen         |  |  |       |  |  |                                                                |  |  |                                                      |  |
|                                  |                    | Giuseppe di Sassonia-Altenburg | Carlotta Georgina di Meclemburgo-Strelitz   |  |  |       |  |  |                                                                |  |  |                                                      |  |
| Alessandra di Sassonia-Altenburg |                    | Giuseppe di Sassonia-Altenburg |                                             |  |  |       |  |  |                                                                |  |  |                                                      |  |
|                                  |                    | Amalia di Württemberg          | Ludovico Federico Alessandro di Württemberg |  |  |       |  |  |                                                                |  |  |                                                      |  |
|                                  |                    | Amalia di Württemberg          | Ludovico Federico Alessandro di Württemberg |  |  |       |  |  |                                                                |  |  |                                                      |  |
|                                  |                    | Amalia di Württemberg          | Enrichetta di Nassau-Weilburg               |  |  |       |  |  |                                                                |  |  |                                                      |  |
|                                  |                    | Amalia di Württemberg          |                                             |  |  |       |  |  |                                                                |  |  |                                                      |  |